# Mistrovství Evropy v basketbalu mužů 1989
26. mistrovství Evropy  v basketbalu proběhlo ve dnech 20. – 25. června 1989 v Jugoslávii.
Turnaje se zúčastnilo 8 týmů, rozdělených do dvou čtyřčlenných skupin. První dva týmy z každé skupiny postoupily do play off o medaile, družstva na třetích a čtvrtých místech hrála o páté až osmé místo. Mistrem Evropy se stalo družstvo Jugoslávie.

## Výsledky a tabulky

### Základní skupiny

#### Skupina A
|    |            | URS    | ITA   | ESP    | NED    | V | P | Skóre   | B |
| 1. | SSSR       | ***    | 87:84 | 108:96 | 101:56 | 3 | 0 | 296:236 | 6 |
| 2. | Itálie     | 84:87  | ***   | 97:76  | 89:66  | 2 | 1 | 270:229 | 5 |
| 3. | Španělsko  | 96:108 | 76:97 | ***    | 89:66  | 1 | 2 | 250:281 | 4 |
| 4. | Nizozemsko | 56:101 | 66:89 | 76:78  | ***    | 0 | 3 | 198:268 | 3 |

#### Skupina B
|    |            | YUG    | GRE    | FRA    | BUL    | V | P | Skóre   | B |
| 1. | Jugoslávie | ***    | 103:68 | 106:89 | 98:78  | 3 | 0 | 307:235 | 6 |
| 2. | Řecko      | 68:103 | ***    | 80:74  | 103:73 | 2 | 1 | 251:250 | 5 |
| 3. | Francie    | 89:106 | 74:80  | ***    | 109:78 | 1 | 2 | 272:264 | 4 |
| 4. | Bulharsko  | 78:98  | 73:103 | 78:109 | ***    | 0 | 3 | 229:310 | 3 |

### Semifinále
| 24. června 1989 19:00 | Zpráva | Jugoslávie                 | 97 – 80 | Itálie          |  | Dom Sportova, Záhřeb Počet diváků: 10 000 Rozhodčí: Vicente Sanchís (ESP), Mike Crowley (USA) |
| 24. června 1989 19:00 | Zpráva | Skóre po poločasech: 52:43 |         |                 |  | Dom Sportova, Záhřeb Počet diváků: 10 000 Rozhodčí: Vicente Sanchís (ESP), Mike Crowley (USA) |
| 24. června 1989 19:00 | Zpráva | Petrović 24                | Body    | Dell’Agnello 13 |  | Dom Sportova, Záhřeb Počet diváků: 10 000 Rozhodčí: Vicente Sanchís (ESP), Mike Crowley (USA) |

| 24. června 1989 21:00 | Zpráva | SSSR                       | 80 – 81 | Řecko    |  | Dom Sportova, Záhřeb Počet diváků: 10 000 Rozhodčí: Carl Jungebrand (FIN), David Dodge (USA) |
| 24. června 1989 21:00 | Zpráva | Skóre po poločasech: 44:45 |         |          |  | Dom Sportova, Záhřeb Počet diváků: 10 000 Rozhodčí: Carl Jungebrand (FIN), David Dodge (USA) |
| 24. června 1989 21:00 | Zpráva | Tichoněnko 22              | Body    | Galis 45 |  | Dom Sportova, Záhřeb Počet diváků: 10 000 Rozhodčí: Carl Jungebrand (FIN), David Dodge (USA) |

### Finále
| 25. června 1989 21:00 | Zpráva | Řecko                      | 77 – 98 | Jugoslávie  |  | Dom Sportova, Záhřeb Počet diváků: 10 000 Rozhodčí: Mike Crowley (USA), Carl Jungebrand (FIN) |
| 25. června 1989 21:00 | Zpráva | Skóre po poločasech: 35:54 |         |             |  | Dom Sportova, Záhřeb Počet diváků: 10 000 Rozhodčí: Mike Crowley (USA), Carl Jungebrand (FIN) |
| 25. června 1989 21:00 | Zpráva | Galis 30                   | Body    | Petrović 28 |  | Dom Sportova, Záhřeb Počet diváků: 10 000 Rozhodčí: Mike Crowley (USA), Carl Jungebrand (FIN) |

### O 3. místo
| 25. června 1989 19:00 | Zpráva | SSSR                       | 104 – 76 | Itálie       |  | Dom Sportova, Záhřeb Počet diváků: 10 000 Rozhodčí: Ľubomír Kotleba (TCH), Kostas Rigas (GRE) |
| 25. června 1989 19:00 | Zpráva | Skóre po poločasech: 47:31 |          |              |  | Dom Sportova, Záhřeb Počet diváků: 10 000 Rozhodčí: Ľubomír Kotleba (TCH), Kostas Rigas (GRE) |
| 25. června 1989 19:00 | Zpráva | Marčiulionis 23            | Body     | Magnifico 25 |  | Dom Sportova, Záhřeb Počet diváků: 10 000 Rozhodčí: Ľubomír Kotleba (TCH), Kostas Rigas (GRE) |

### O 5. - 8. místo
| 24. června 1989 14:00 | Zpráva | Francie                                        | 107 – 100 | Nizozemsko  | prodl. | Dom Sportova, Záhřeb Počet diváků: 3 200 Rozhodčí: Vittorio Fiorito (ITA), Kamen Tošev (BUL) |
| 24. června 1989 14:00 | Zpráva | Skóre po poločasech: 53:41, 91:91 Prodl.: 16:9 |           |             | prodl. | Dom Sportova, Záhřeb Počet diváků: 3 200 Rozhodčí: Vittorio Fiorito (ITA), Kamen Tošev (BUL) |
| 24. června 1989 14:00 | Zpráva | Ostrowski 31                                   | Body      | De Waard 20 | prodl. | Dom Sportova, Záhřeb Počet diváků: 3 200 Rozhodčí: Vittorio Fiorito (ITA), Kamen Tošev (BUL) |

| 24. června 1989 16:00 | Zpráva | Španělsko                  | 108 – 85 | Bulharsko |  | Dom Sportova, Záhřeb Počet diváků: 4 000 Rozhodčí: Kostas Rigas (GRE), Danko Radić (YUG) |
| 24. června 1989 16:00 | Zpráva | Skóre po poločasech: 60:47 |          |           |  | Dom Sportova, Záhřeb Počet diváků: 4 000 Rozhodčí: Kostas Rigas (GRE), Danko Radić (YUG) |
| 24. června 1989 16:00 | Zpráva | Ferrán Martínez 25         | Body     | Antov 30  |  | Dom Sportova, Záhřeb Počet diváků: 4 000 Rozhodčí: Kostas Rigas (GRE), Danko Radić (YUG) |

### O 5. místo
| 25. června 1989 16:00 | Zpráva | Španělsko                  | 95 – 87 | Francie               |  | Dom Sportova, Záhřeb Rozhodčí: Michail Davidov (URS), Vittorio Fiorito (ITA) |
| 25. června 1989 16:00 | Zpráva | Skóre po poločasech: 45:40 |         |                       |  | Dom Sportova, Záhřeb Rozhodčí: Michail Davidov (URS), Vittorio Fiorito (ITA) |
| 25. června 1989 16:00 | Zpráva | Epi 22                     | Body    | Dacoury, Ostrowski 20 |  | Dom Sportova, Záhřeb Rozhodčí: Michail Davidov (URS), Vittorio Fiorito (ITA) |

### O 7. místo
| 25. června 1989 14:00 | Zpráva | Bulharsko                  | 91 – 86 | Nizozemsko  |  | Dom Sportova, Záhřeb Počet diváků: 3 200 Rozhodčí: Vicente Sanchís (ESP), Philippe Mailhabiau (FRA) |
| 25. června 1989 14:00 | Zpráva | Skóre po poločasech: 40:34 |         |             |  | Dom Sportova, Záhřeb Počet diváků: 3 200 Rozhodčí: Vicente Sanchís (ESP), Philippe Mailhabiau (FRA) |
| 25. června 1989 14:00 | Zpráva | Antov 22                   | Body    | De Waard 24 |  | Dom Sportova, Záhřeb Počet diváků: 3 200 Rozhodčí: Vicente Sanchís (ESP), Philippe Mailhabiau (FRA) |

## Soupisky
1.  Jugoslávie 
| - Dražen Petrović - Zdravko Radulović - Zoran Čutura | - Toni Kukoč - Žarko Paspalj - Jure Zdovc | - Zoran Radović - Stojan Vranković - Vlade Divac | - Predrag Danilović - Dino Rađa - Mario Primorac |

- Trenér: Dušan Ivković.

2.  Řecko 
| - Nikos Galis - Kostas Patavoukas - Panajotis Jannakis | - Argyris Kabouris - David Stergakos - Dinos Angelidis | - John Korfas - Nikos Filippou - Liveris Andritsos | - Panagiotis Fassoulas - Dimitris Papadopoulos - Fanis Christodoulou |

- Trenér: Efthymis Kioumourtzoglou

3.  SSSR 
| - Gundars Vētra - Tiit Sokk - Viktor Berežnoj | - Šarūnas Marčiulionis - Alexandr Volkov - Valerij Tichoněnko | - Rimas Kurtinaitis - Arvydas Sabonis - Elshad Gadašev | - Valdemaras Chomičius - Alexandr Bělostennyj - Valerij Goborov |

- Trenér: Vladas Garastas

4.  Itálie 
| - Andrea Gracis - Mike d’Antoni - Walter Magnifico | - Sandro dell’Agnello - Giuseppe Bosa - Roberto Brunamonti | - Massimo Iacopini - Augusto Binelli - Antonello Riva | - Riccardo Morandotti - Ario Costa - Flavio Carera |

- Trenér: Sandro Gamba.

5.  Španělsko 
| - Rafael Vecina Aceijas - José Ángel “Pepe” Arcega Aperte - José “Chechu” Biriukov Aguirregabiria | - Pablo Laso Biurrun - Andrés Jiménez Fernández - Enrique “Quique” Andreu Balbuena | - José Antonio Montero Botanch - Enrique “Quique” Villalobos Brassart - Juan Antonio “Juanan” Morales Abrisqueta | - Ferrán Martínez Garriga - Manuel Ángel Aller Carballo - Juan Antonio San Epifanio Ruiz “Epi” |

- Trenér: Antonio Díaz Miguel.

6.  Francie 
| - Frédéric Hufnagel - Jim Bilba - Grégor Beugnot | - Richard Dacoury - Stéphane Lauvergne - Stéphane Ostrowski | - Éric Occansey - Hervé Dubuisson - Patrick Cham | - Stanley “Skeeter” Jackson - Franck Butter - Georges Vestris |

- Trenér: Francis Jordane.

7.  Bulharsko 
| - Kojo Koev - Eduard Valčev - Jordan Kolev | - Robert Gergov - Georgi Gluškov - Vencislav Slavov | - Ivan Cenov - Saško Vezenkov - Georgi Mladenov | - Emil Jonov - Cvetan Antov - Ljubomir Amiorkov |

- Trenér: Kiril Semov.

8.  Nizozemsko 
| - Raymond Bottse - John Emanuels - Marco de Waard | - Cees van Rootselaar - Rolf Franke - Okke te Velde | - Richard van Poelgeest - Frans Houben - Milko Lieverst | - Paul Vrind - Peter Dam - Jos Kuipers |

- Trenér: Ruud Harrewijn.

## Konečné pořadí
| Pořadí           | Tým        | Z | V | P | Skóre   | B  |
| ---------------- | ---------- | - | - | - | ------- | -- |
| Zlatá medaile    | Jugoslávie | 5 | 5 | 0 | 502:392 | 10 |
| Stříbrná medaile | Řecko      | 5 | 3 | 2 | 409:428 | 8  |
| Bronzová medaile | SSSR       | 5 | 4 | 1 | 488:393 | 9  |
| 4.               | Itálie     | 5 | 2 | 3 | 426:430 | 7  |
| 5.               | Španělsko  | 5 | 3 | 2 | 453:453 | 8  |
| 6.               | Francie    | 5 | 2 | 3 | 466:459 | 7  |
| 7.               | Bulharsko  | 5 | 1 | 4 | 405:504 | 6  |
| 8.               | Nizozemsko | 5 | 0 | 5 | 384:747 | 5  |